# Mala Plana (Prokuplje)
Mala Plana (em cirílico: Мала Плана) é uma vila da Sérvia localizada no município de Prokuplje, pertencente ao distrito de Toplica, na região de Toplica. A sua população era de 553 habitantes segundo o censo de 2011.

## Demografia
| 1948 | 1953 | 1961 | 1971 | 1981 | 1991 | 2002 | 2011 |
| ---- | ---- | ---- | ---- | ---- | ---- | ---- | ---- |
| 861  | 851  | 914  | 830  | 912  | 875  | 608  | 553  |